# CHBC-DT
CHBC-DT est une station de télévision britanno-colombienne de langue anglaise située à Kelowna appartenant à Corus Entertainment et faisant partie du réseau Global.

## Histoire
CHBC est entré en ondes le 21 septembre 1957 en tant qu'affilié privé du réseau CBC et couvre la partie centrale de la vallée d'Okanagan sur le canal 2. En raison du terrain montagneux, de nombreux réémetteurs ont été ajoutés dans la région.
Au milieu des années 2000, la CBC a signifié qu'elle n'avait pas l'intention de renouveler son contrat d'affiliation avec CHBC et s'est joint en 2006 au système de télévision secondaire de Global nommé CH. Le réseau CH est devenu E! en 2007.
Éprouvant de nombreux problèmes financiers, Canwest a annoncé le 5 février 2009 de mettre fin aux activités de ses stations du groupe E!, incluant CHBC, pour le 31 août 2009. Après plusieurs mois de spéculations, Canwest a décidé d'affilier CHBC au réseau Global à cette date. Depuis le 1er avril 2016, Shaw Media appartient désormais à Corus Entertainment.

## Télévision numérique terrestre et haute définition
CHBC diffuse sa programmation et les nouvelles en haute définition depuis le 6 juillet 2011 aux abonnés de Shaw Cable.
CHBC-TV n'étant pas un des « marchés à conversion obligatoire », elle n'a pas été mandatée de convertir ses émetteurs lors de l'arrêt de la télévision analogique et la transition vers le numérique qui a eu lieu le 31 août 2011.
Shaw Media a déposé une demande le 16 avril 2012 auprès du CRTC afin de convertir ses émetteurs de Kelowna, Penticton et Vernon au numérique. La demande a été approuvée le 27 juillet 2012 et les émetteurs sont entrés en service dès le 11 octobre 2012.

## Antennes
CHBC possède trois antennes dans la vallée d'Okanagan.
En raison du terrain montagneux dans la région, de nombreux ré-émeteurs analogiques ont été ajoutés entre les années 1960 et 1990. Les ré-émetteurs analogiques à Oliver, Salmon Arm, Enderby, Celista (en), Penticton, Canoe (en) et Apex Mountain ont été mis hors service durant les années 2010, trop coûteux pour passer à la télévision numérique terrestre.